# 4944 Козловський
4944 Козло́вський (4944 Kozlovskij) — астероїд головного поясу, відкритий 2 вересня 1987 року.
Тіссеранів параметр щодо Юпітера — 3,342.